# Raïon de Zolotchiv
Le raïon de Zolotchiv (en ukrainien : Золочівський район) est un raïon (district) dans l'oblast de Lviv en Ukraine.
Avec la réforme administrative de l'Ukraine de 2020, le raïon absorbe une part des raions de Brody, de Busk et une part du raïon de Zolochiv est transféré au raïon de Lviv.

## Patrimoine
Le Monastère du bois de la Croix de Pidkamine fondé au XIIIe siècle, la tombe, classée, de Sofia Karaffa-Korbout à Koutkir.

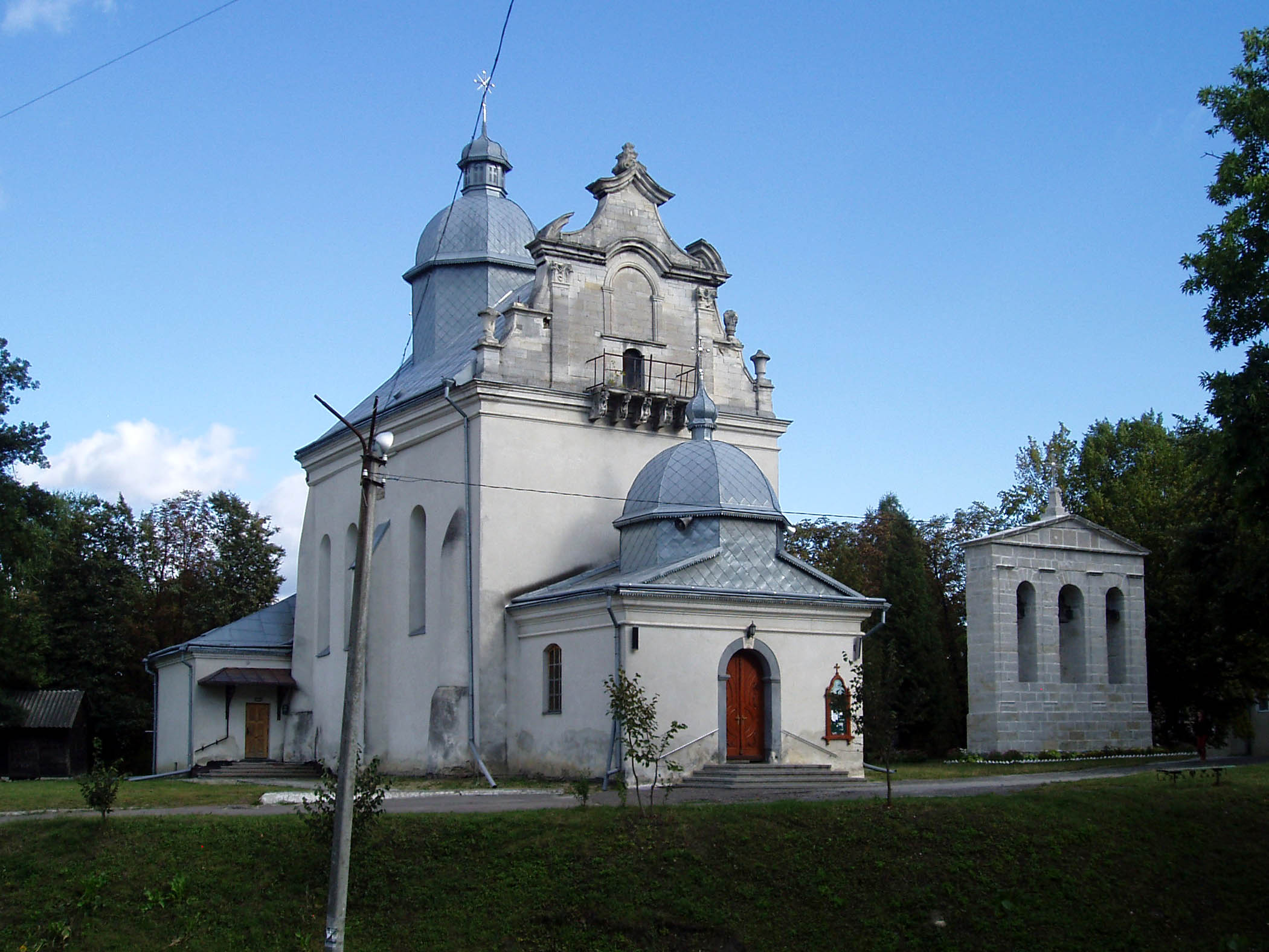
Eglise st-Nicolas et son clocher, classés[1],[2],
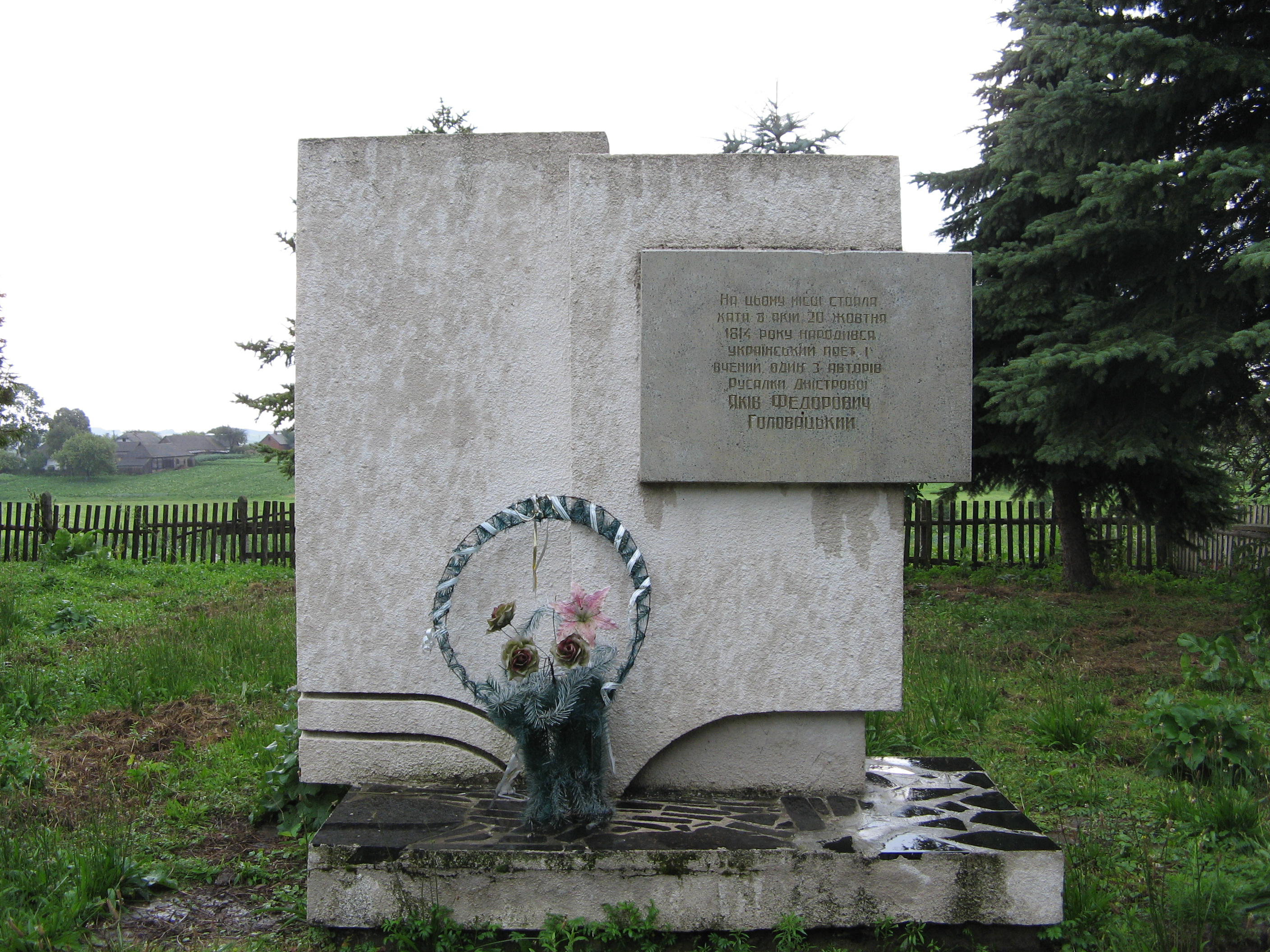
mémorial à Iakiv Holovatsky, classé
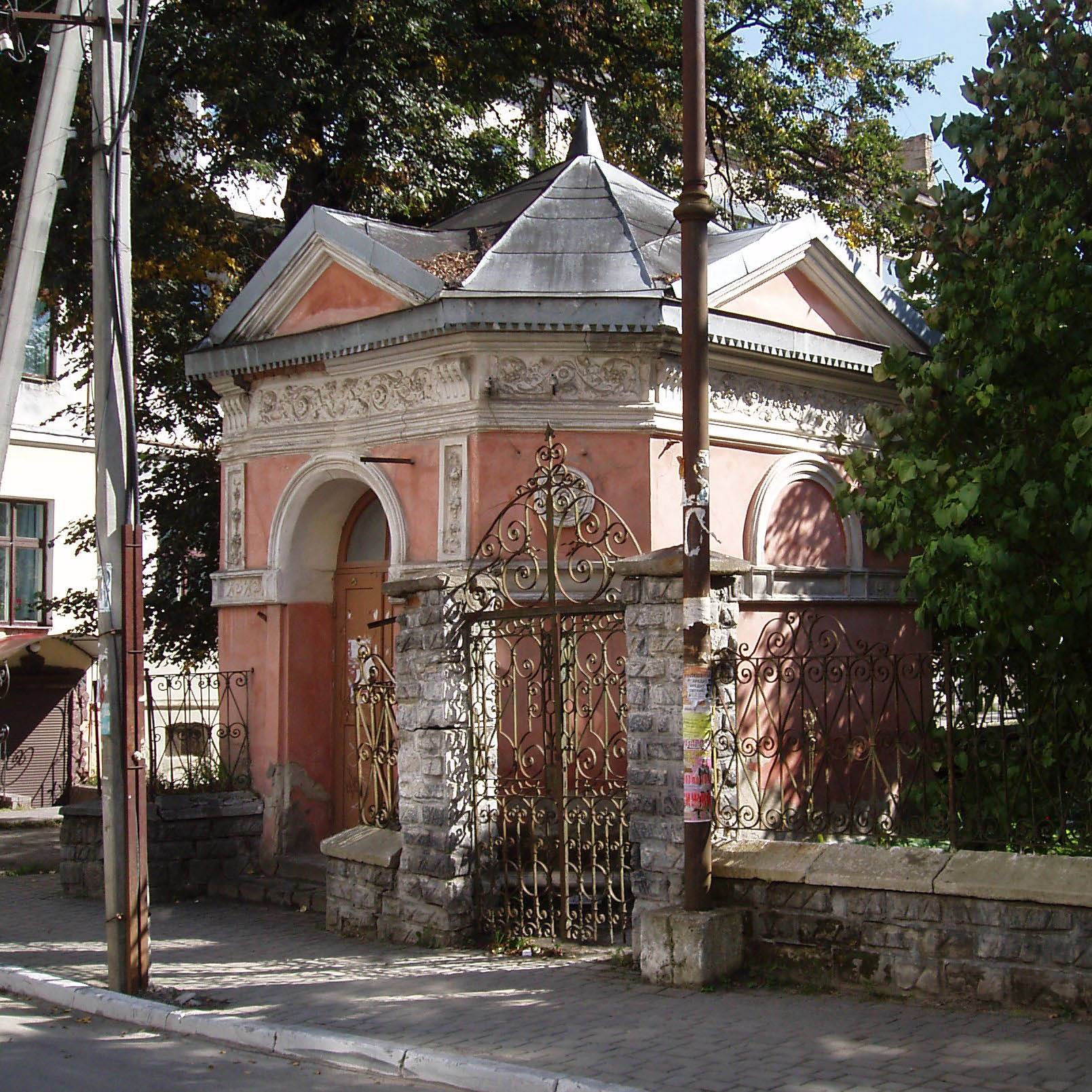
chapelle, classée[4], à Zolotchiv,
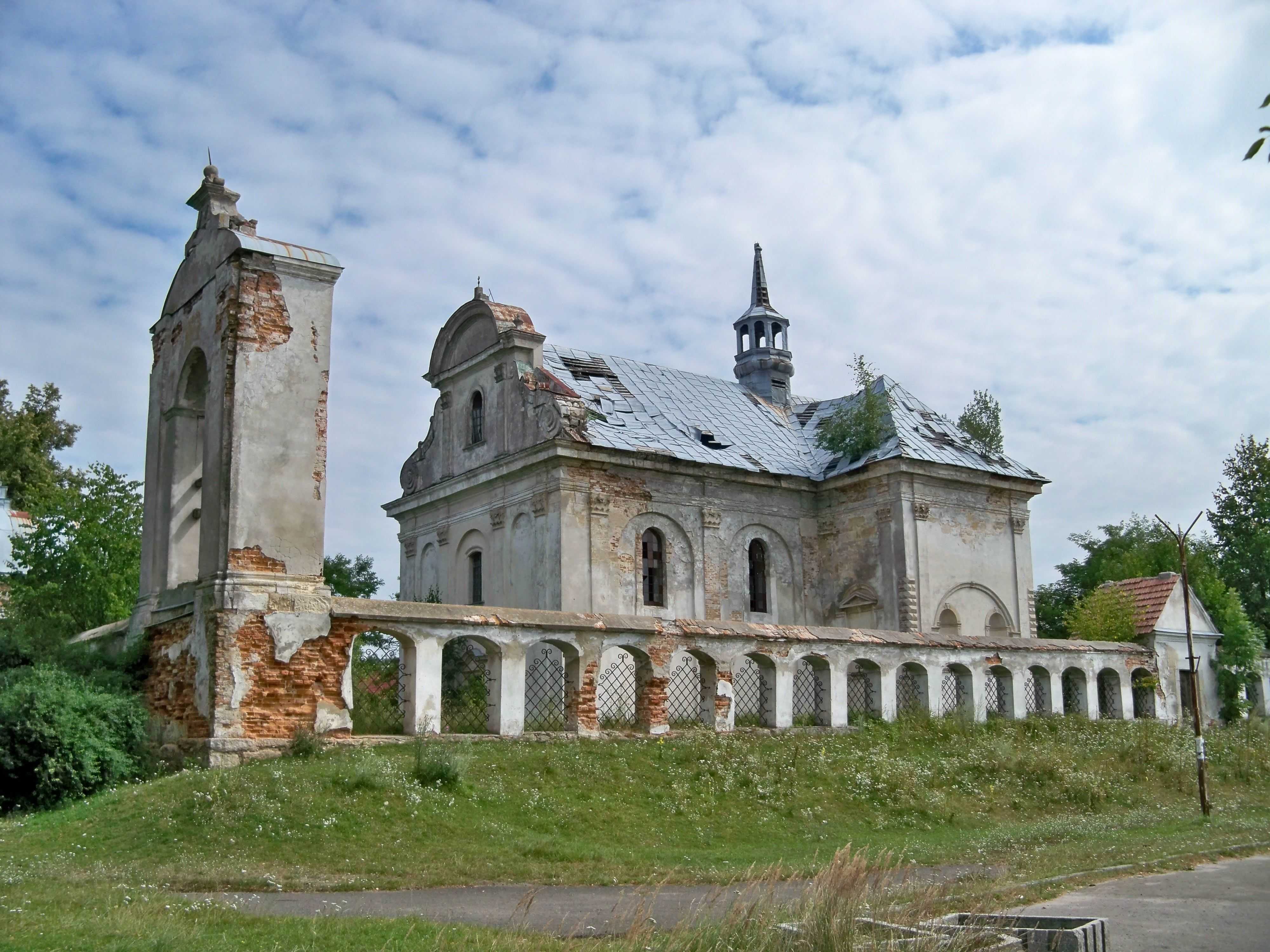
église de l'Ascension et son clocher, classés[5] à Bilyi Kamin,
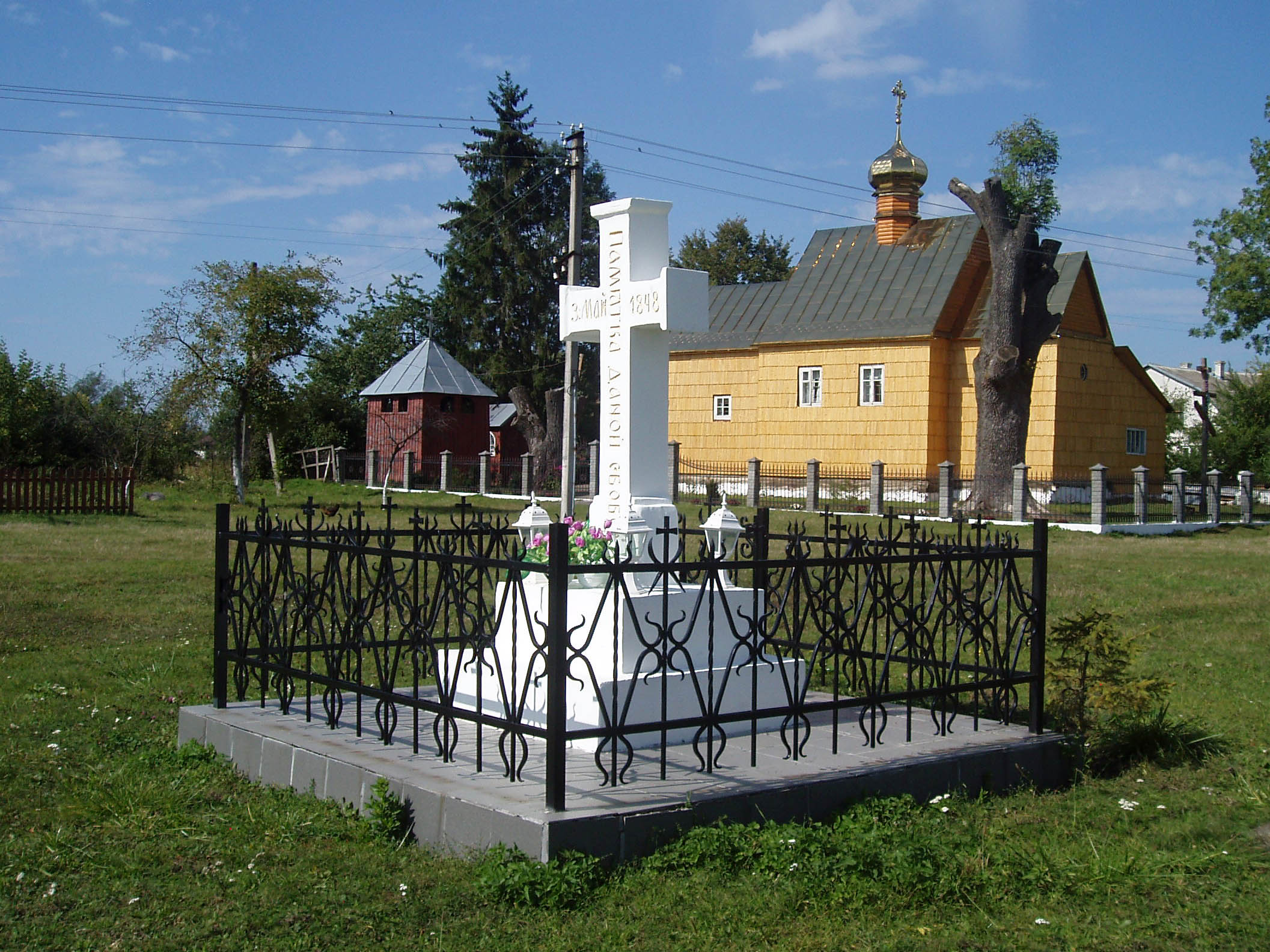
mémorial de l'abolition du servage, classé[6] à Sknyliv,
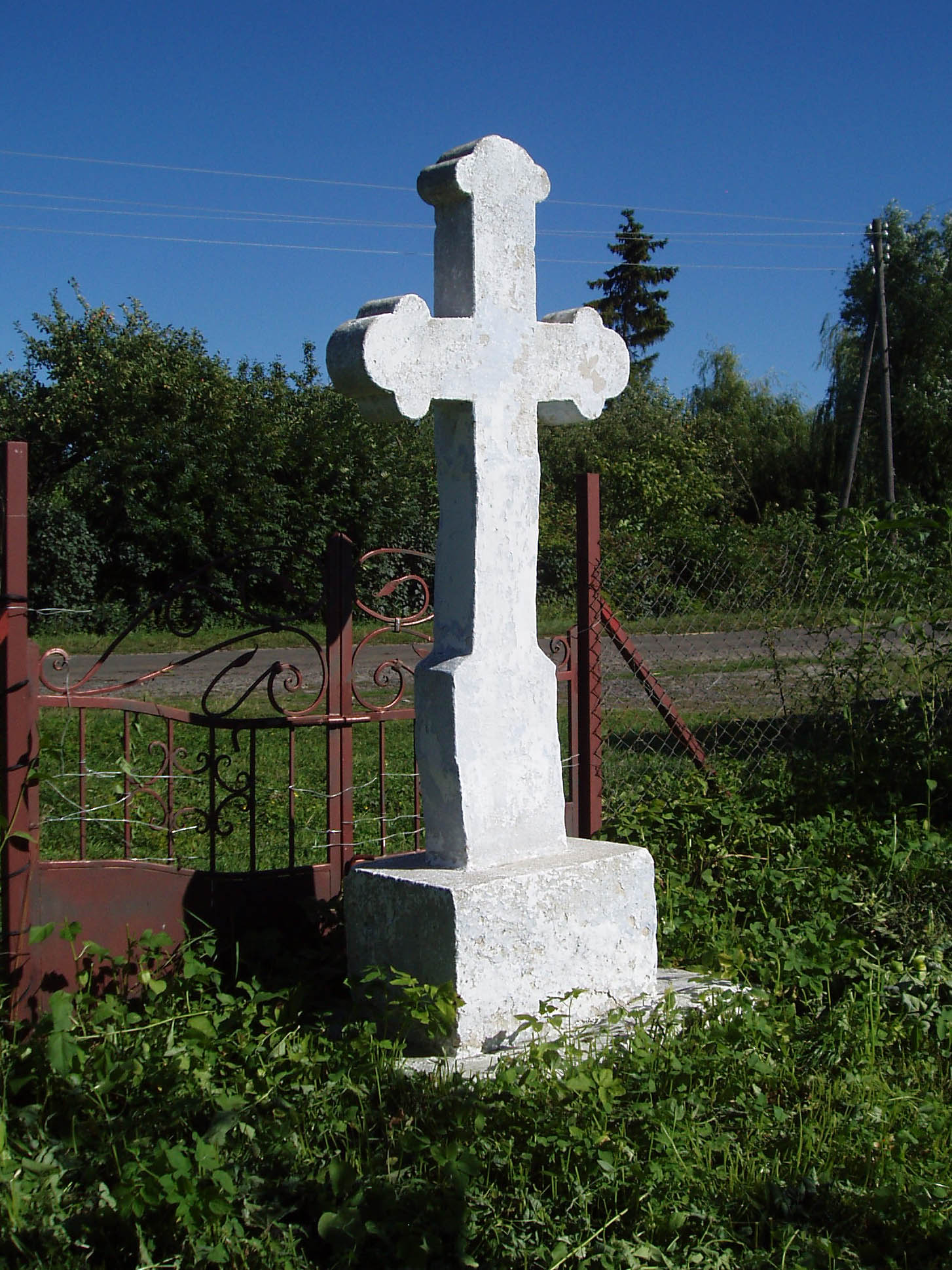
mémorial de l'abolition du servage, classé[7] à Solova,
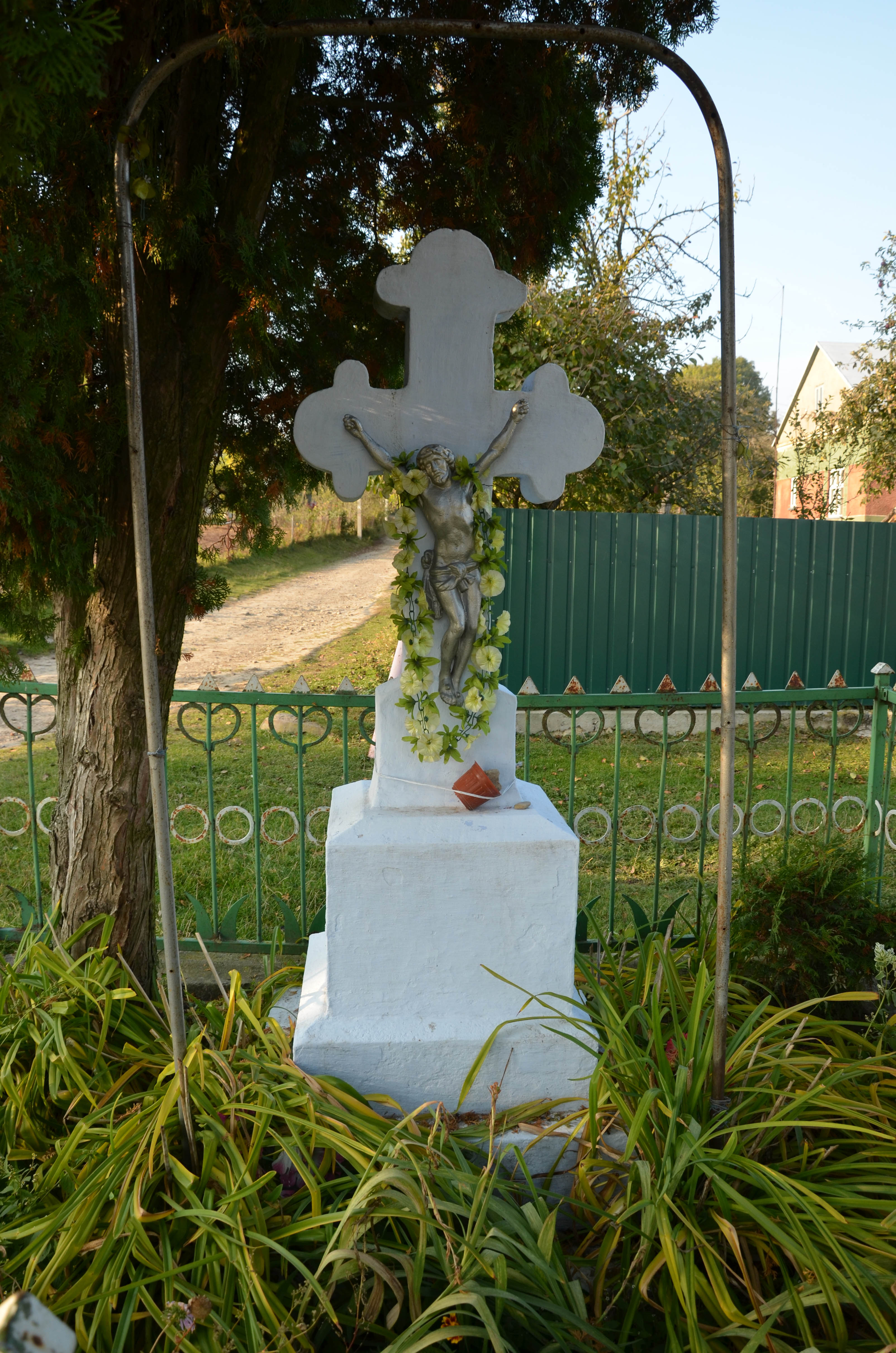
mémorial de l'abolition du servage, classé[8] à Vijniani,
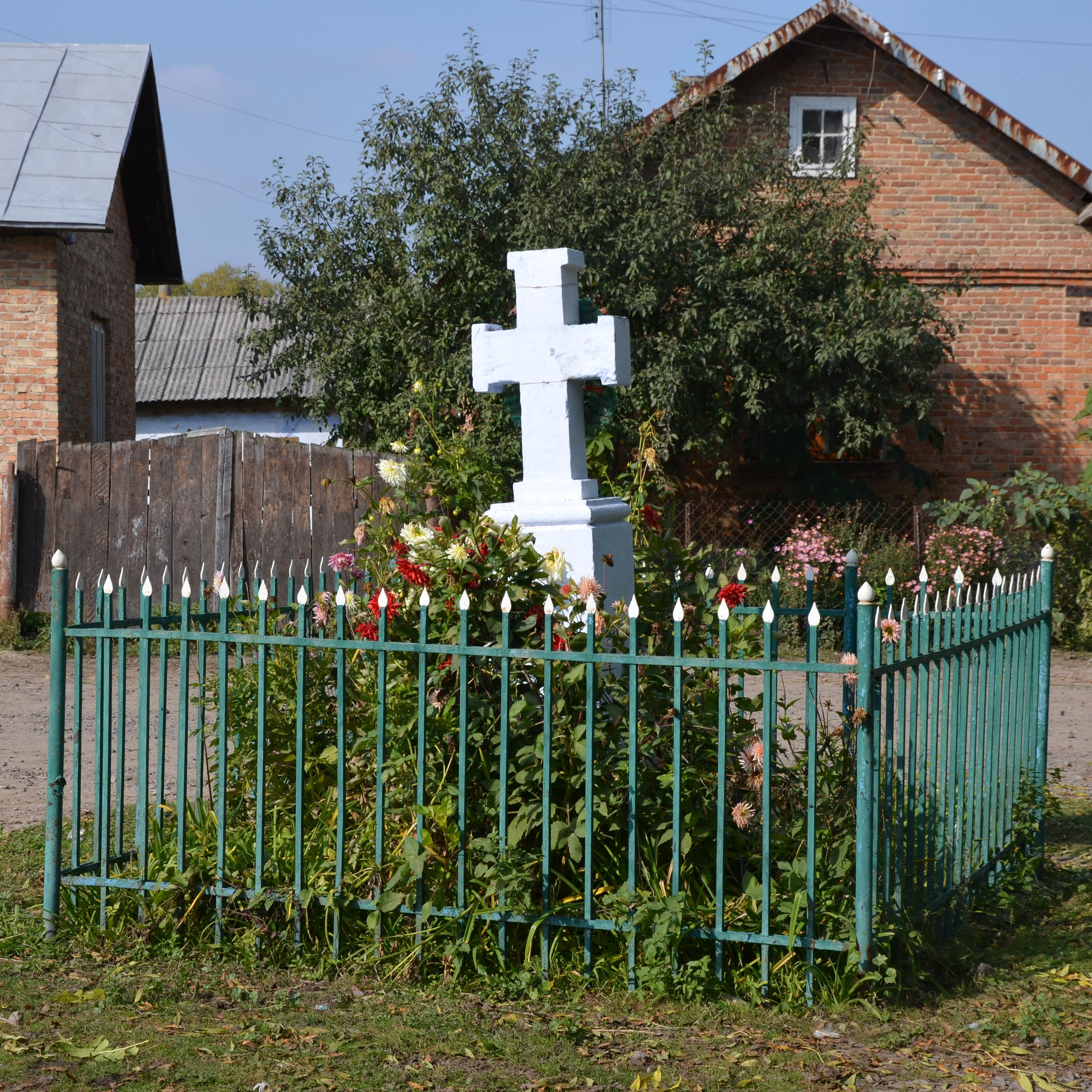
mémorial de l'abolition du servage, classé[9] à Rozvoriany,
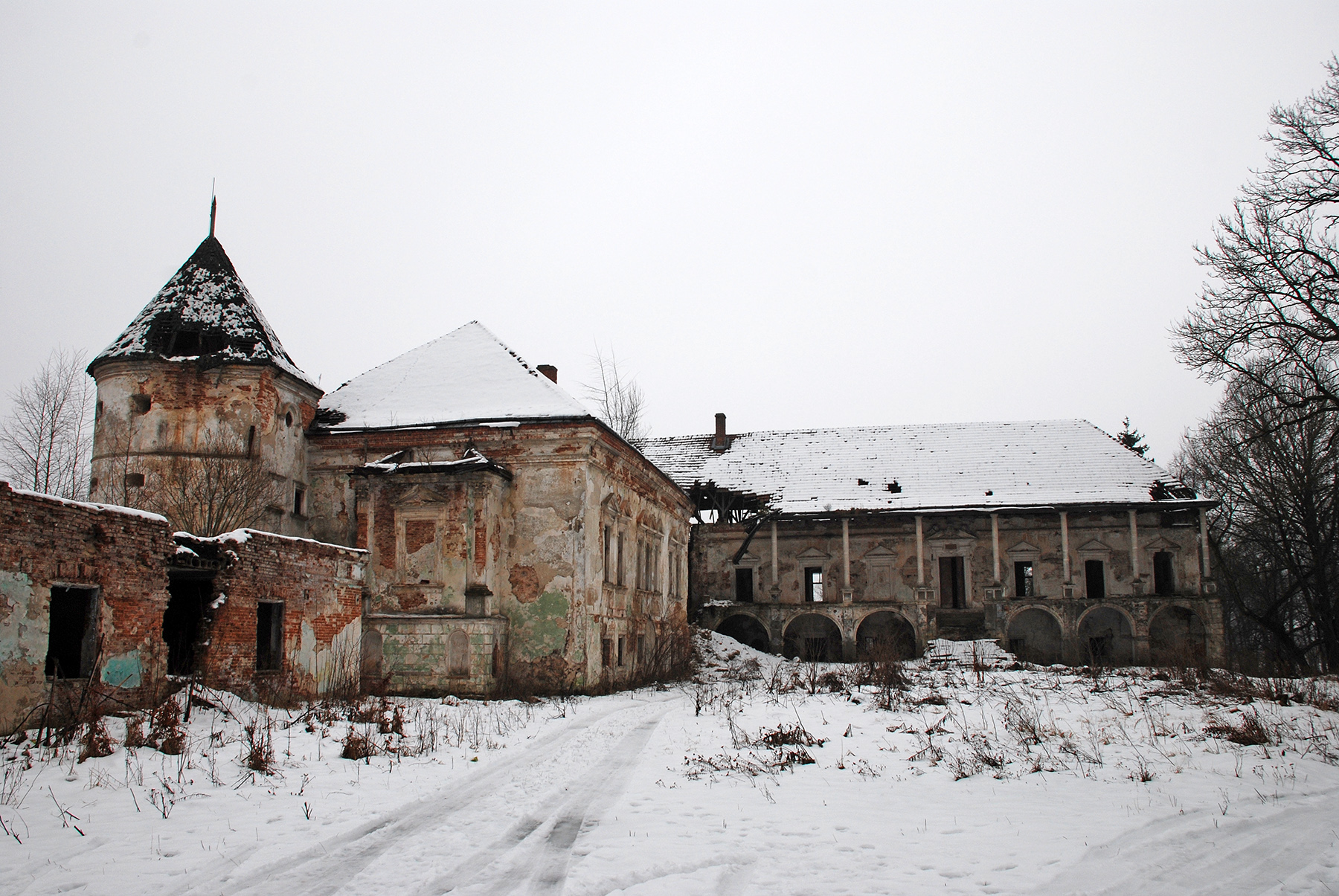
château de Pomoriany, classé[10].